# 小沢訪中団
小沢訪中団（おざわほうちゅうだん）とは、小沢一郎民主党幹事長を名誉団長とする民主党議員143名と一般参加者など496名で構成され、2009年12月10日から12月13日までの4日間の日程で中華人民共和国を訪問した団体の通称。2006年7月に小沢が訪中した際の合意に基づく民主党と中国共産党の定期協議も兼ねたもので、日中関係史上最大規模の訪中団ともされている。
なお、訪中直後の2009年12月15日、習近平国家副主席との天皇特例会見が行われている。

## 概要
2006年7月、小沢は民主党代表就任後の初外遊で中国を訪れ、胡錦濤国家主席と会談して日中交流協議機構の設置で合意する。
2007年12月、日中国交正常化35周年を記念して日中交流協議機構は1989年からある「大長城計画」と合同して北京を訪問する（名誉団長は羽田孜、団長代行は菅直人）。
2009年12月10日に再び日中交流協議機構が大長城計画との共同訪中団を北京に派遣、胡錦濤国家主席など中国要人と会見した。小沢自身は翌11日から韓国を訪問し、李明博大統領との夕食会などに出席した。
小沢は12月10日午後に人民大会堂で胡主席と会談。日中関係の強化、民主党と中国共産党の政党間交流の促進を図ることを確認した。また、小沢は会談で胡主席に対し「（2010年夏の参院選について）こちらのお国（中国）に例えれば、解放の戦いはまだ済んでいない。人民解放軍でいえば、野戦の軍司令官として頑張っている」と述べた。
翌12月11日には梁光烈国防相と会談し、「日本では中国脅威論の名の下に防衛力強化の意見が根強くある」と述べ、中国の軍備拡張に懸念を表明した。梁国防相が「国土と国境線を守るためで覇権を求めるものではない」と反論すると、小沢は「今後も専守防衛の原則に基づいて国防政策を進めていただきたい」と述べた。
小沢に随行した143人の現役国会議員は一人ひとりが胡主席との握手と写真撮影を行った。握手と写真撮影は中国側が難色を示していたが、小沢の強い希望により実現した。

## 国内外の反応
- 香港の衛星放送・鳳凰衛視は「朝貢団か？」などと報じた[12]。
- 石破茂自由民主党政調会長は、「国会議員が修学旅行みたいに写真を撮って満面の笑みを浮かべているのは非常に悲しい思いがした」と批判した[9]。
- 佐々淳行元内閣安全保障室室長は、（「日本の国会議員が胡主席の前に列をなして1人につき1秒足らずで次々と写真撮影を行った」ことについて）「宗主国に恭順する近隣国の『朝貢の図』である」と非難した[10]。
- 評論家の石平は、小沢が人民解放軍の最高指揮官の胡主席との会談で自らを「人民解放軍の野戦司令官」に例え日本を解放中であると述べたことについて批判した[13]。
- 『産経新聞』は「日中両国の意思疎通を図るうえで、顔合わせの意義はある」としながらも、「中国が一党独裁国家であり、両国間で多くの懸案が未解決であることを念頭に置くべき」とし、「問題を糊塗したり封じ込めたりすることのない『真の友人関係』の一助となる訪問を期待する」と要望した[1]。
- アメリカ合衆国上院議員のダニエル・イノウエは「正直驚いた。われわれ上院議員の一部は、大訪中団は自分が実力者であることを小沢氏が誇示するための示威行動だったとみている」と述べている[14]。

## 団員

### 議員団（143名）
団役員
- 小沢一郎（名誉団長）
- 輿石東（名誉副団長）
- 山岡賢次（団長）
- 細野豪志（団事務総長）
- 高山智司（団事務局長）
- 中谷智司（団事務局長代理）

衆議院議員
- 田中慶秋
- 海江田万里
- 小林興起
- 滝実
- 黄川田徹
- 城島光力
- 市村浩一郎
- 内山晃
- 奥村展三
- 小宮山泰子
- 神風英男
- 鈴木克昌
- 田名部匡代
- 中塚一宏
- 樋高剛
- 松木謙公
- 山口壯
- 青木愛
- 石川知裕
- 石関貴史
- 太田和美
- 岡島一正
- 梶原康弘
- 古賀敬章
- 辻惠
- 橋本清仁
- 福田昭夫
- 松崎哲久
- 宮島大典
- 森本哲生
- 若井康彦
- 若泉征三
- 渡辺浩一郎
- 相原史乃
- 阿知波吉信
- 網屋信介
- 石井章
- 石田三示
- 石森久嗣
- 石山敬貴
- 打越明司
- 江端貴子
- 大谷啓
- 大西孝典
- 大山昌宏
- 奥野総一郎
- 小野塚勝俊
- 小原舞
- 笠原多見子
- 勝又恒一郎
- 加藤学
- 金子健一
- 河上満栄
- 川越孝洋
- 川島智太郎
- 木内孝胤
- 菊池長右ェ門
- 京野公子
- 櫛渕万里
- 熊田篤嗣
- 黒田雄
- 小林正枝
- 斉木武志
- 斉藤進
- 斎藤恭紀
- 坂口岳洋
- 阪口直人
- 杉本和巳
- 菅川洋
- 瑞慶覧長敏
- 空本誠喜
- 高野守
- 高橋昭一
- 高橋英行
- 高松和夫
- 高邑勉
- 田中美絵子
- 玉置公良
- 玉城デニー
- 玉木雄一郎
- 中後淳
- 道休誠一郎
- 長尾敬
- 長島一由
- 中島正純
- 中林美恵子
- 野田国義
- 萩原仁
- 畑浩治
- 浜本宏
- 福嶋健一郎
- 松岡広隆
- 水野智彦
- 皆吉稲生
- 三宅雪子
- 三輪信昭
- 村上史好
- 室井秀子
- 本村賢太郎
- 森本和義
- 森山浩行
- 矢崎公二
- 谷田川元
- 柳田和己
- 山尾志桜里
- 山口和之
- 山崎誠
- 山田良司
- 横粂勝仁
- 和嶋未希
- 渡辺義彦
- 川村秀三郎

参議院議員
- 一川保夫
- 工藤堅太郎
- 佐藤公治
- 藤田幸久
- 岩本司
- 川上義博
- 室井邦彦
- 植松恵美子
- 大久保潔重
- 金子洋一
- 川崎稔
- 行田邦子
- 主濱了
- 鈴木陽悦
- 友近聡朗
- 富岡由紀夫
- 外山斎
- 姫井由美子
- 平山幸司
- 藤谷光信
- 藤原良信
- 牧山弘恵
- 横峯良郎
- 吉川沙織
- 米長晴信

## 自由民主党・公明党の例
- 2003年8月24日には、自由民主党元幹事長の野中広務・古賀誠、保守新党の二階俊博、公明党の太田昭宏らが代表となった数百人規模の訪中団が同様に中国を訪れた[15]。訪中団は親中派議員が中心であり、野中となじみの深い曽慶紅国家副主席と共に南京大虐殺紀念館などを見学した。なお、自民党・公明党は日中交流協議機構に相当する日中与党協議会を創設している。